# Список територіальних громад Хмельницької області
Це список об'єднаних територіальних громад (ОТГ) Хмельницької області, створених в рамках адміністративно-територіальної реформи 2015 року.
28 травня 2015 року рішенням Хмельницької обласної ради був схвалений перспективний план формування громад. А 13 серпня створені перші 23 громади, 20 серпня — ще одна. Таким чином станом на 5 вересня 2015 року в області створено 24 громади. Проте 8 з них не вписувалися в перспективний план: Китайгородська, Колибаївська і Розсошанська громади в плані відсутні, межі Війтовецької, Гвардійської, Новоушицької, Сатанівської, Славутської громад не збігалися з перспективним планом. 22 грудня обласна рада внесла зміни до перспективного плану, врахувавши зміни меж вищевказаних громад. Оновлений перспективний план затверджено розпорядженням Кабміну від 23 грудня 2015 року.
Нижче в таблиці подані відомості про об'єднані громади.
Перші вибори у громадах були призначені на 25 жовтня 2015 року. Проте Центральна виборча комісія не знайшла правових підстав для оголошення початку виборчого процесу перших виборів у Нетішинській і Славутській міських громадах, оскільки ці громади об'єднали ради різних районів або міст обласного значення, отже можуть бути утворені лише після зміни меж районів.
У 2016 році створено ще 4 громади, вибори в яких відбулися 18 грудня 2016 року.
Таким чином, станом на 1 лютого 2017 року в області створено 26 громад, в яких відбулися перші вибори, ще у трьох громадах вибори не були призначені через потребу у зміні меж районів.
29 квітня 2020 року Кабінет Міністрів України затвердив новий перспективний план формування територій громад, згідно з яким в області передбачається утворення 60 громад.

## Загальний перелік громад
| Назва                    | Категорія | Адмін. центр                | Район або міськрада, до якого входить адмін. центр |
| ------------------------ | --------- | --------------------------- | -------------------------------------------------- |
| Хмельницька              | міська    | місто Хмельницький          | м. Хмельницький                                    |
| Кам'янець-Подільська     | міська    | місто Кам'янець-Подільський | м. Кам'янець-Подільський                           |
| Нетішинська              | міська    | місто Нетішин               | м. Нетішин                                         |
| Славутська               | міська    | місто Славута               | м. Славута                                         |
| Шепетівська              | міська    | місто Шепетівка             | м. Шепетівка                                       |
| Старокостянтинівська     | міська    | місто Старокостянтинів      | м. Старокостянтинів                                |
| Білогірська              | селищна   | смт Білогір'я               | Білогірський район                                 |
| Ямпільська               | селищна   | смт Ямпіль                  | Білогірський район                                 |
| Віньковецька             | селищна   | смт Віньківці               | Віньковецький район                                |
| Зіньківська              | сільська  | село Зіньків                | Віньковецький район                                |
| Волочиська               | міська    | місто Волочиськ             | Волочиський район                                  |
| Війтовецька              | селищна   | смт Війтівці                | Волочиський район                                  |
| Наркевицька              | селищна   | смт Наркевичі               | Волочиський район                                  |
| Городоцька               | міська    | місто Городок               | Городоцький район                                  |
| Сатанівська              | селищна   | смт Сатанів                 | Городоцький район                                  |
| Деражнянська             | міська    | місто Деражня               | Деражнянський район                                |
| Вовковинецька            | селищна   | смт Вовковинці              | Деражнянський район                                |
| Дунаєвецька              | міська    | місто Дунаївці              | Дунаєвецький район                                 |
| Новодунаєвецька          | селищна   | смт Дунаївці                | Дунаєвецький район                                 |
| Смотрицька               | селищна   | смт Смотрич                 | Дунаєвецький район                                 |
| Маківська                | сільська  | село Маків                  | Дунаєвецький район                                 |
| Ізяславська              | міська    | місто Ізяслав               | Ізяславський район                                 |
| Плужненська              | сільська  | село Плужне                 | Ізяславський район                                 |
| Сахновецька              | сільська  | село Сахнівці               | Ізяславський район                                 |
| Староушицька             | селищна   | смт Стара Ушиця             | Кам'янець-Подільський район                        |
| Гуменецька               | сільська  | село Гуменці                | Кам'янець-Подільський район                        |
| Жванецька                | сільська  | село Жванець                | Кам'янець-Подільський район                        |
| Китайгородська           | сільська  | село Китайгород             | Кам'янець-Подільський район                        |
| Орининська               | сільська  | село Оринин                 | Кам'янець-Подільський район                        |
| Слобідсько-Кульчієвецька | сільська  | село Слобідка-Кульчієвецька | Кам'янець-Подільський район                        |
| Красилівська             | міська    | місто Красилів              | Красилівський район                                |
| Антонінська              | селищна   | смт Антоніни                | Красилівський район                                |
| Заслучненська            | сільська  | село Заслучне               | Красилівський район                                |
| Щиборівська              | сільська  | село Щиборівка              | Красилівський район                                |
| Летичівська              | селищна   | смт Летичів                 | Летичівський район                                 |
| Меджибізька              | селищна   | смт Меджибіж                | Летичівський район                                 |
| Новоушицька              | селищна   | смт Нова Ушиця              | Новоушицький район                                 |
| Полонська                | міська    | місто Полонне               | Полонський район                                   |
| Понінківська             | селищна   | смт Понінка                 | Полонський район                                   |
| Берездівська             | сільська  | село Берездів               | Славутський район                                  |
| Ганнопільська            | сільська  | село Ганнопіль              | Славутський район                                  |
| Крупецька                | сільська  | село Крупець                | Славутський район                                  |
| Улашанівська             | сільська  | село Улашанівка             | Славутський район                                  |
| Миролюбненська           | сільська  | село Миролюбне              | Старокостянтинівський район                        |
| Староостропільська       | сільська  | село Старий Остропіль       | Старокостянтинівський район                        |
| Старосинявська           | селищна   | смт Стара Синява            | Старосинявський район                              |
| Теофіпольська            | селищна   | смт Теофіполь               | Теофіпольський район                               |
| Чорноострівська          | селищна   | смт Чорний Острів           | Хмельницький район                                 |
| Гвардійська              | сільська  | село Гвардійське            | Хмельницький район                                 |
| Лісовогринівецька        | сільська  | село Лісові Гринівці        | Хмельницький район                                 |
| Розсошанська             | сільська  | село Розсоша                | Хмельницький район                                 |
| Закупненська             | селищна   | смт Закупне                 | Чемеровецький район                                |
| Чемеровецька             | селищна   | смт Чемерівці               | Чемеровецький район                                |
| Гуківська                | сільська  | село Гуків                  | Чемеровецький район                                |
| Грицівська               | селищна   | смт Гриців                  | Шепетівський район                                 |
| Ленковецька              | сільська  | село Ленківці               | Шепетівський район                                 |
| Михайлюцька              | сільська  | село Михайлючка             | Шепетівський район                                 |
| Судилківська             | сільська  | село Судилків               | Шепетівський район                                 |
| Ярмолинецька             | селищна   | смт Ярмолинці               | Ярмолинецький район                                |
| Солобковецька            | сільська  | село Солобківці             | Ярмолинецький район                                |

## Статистика за районами

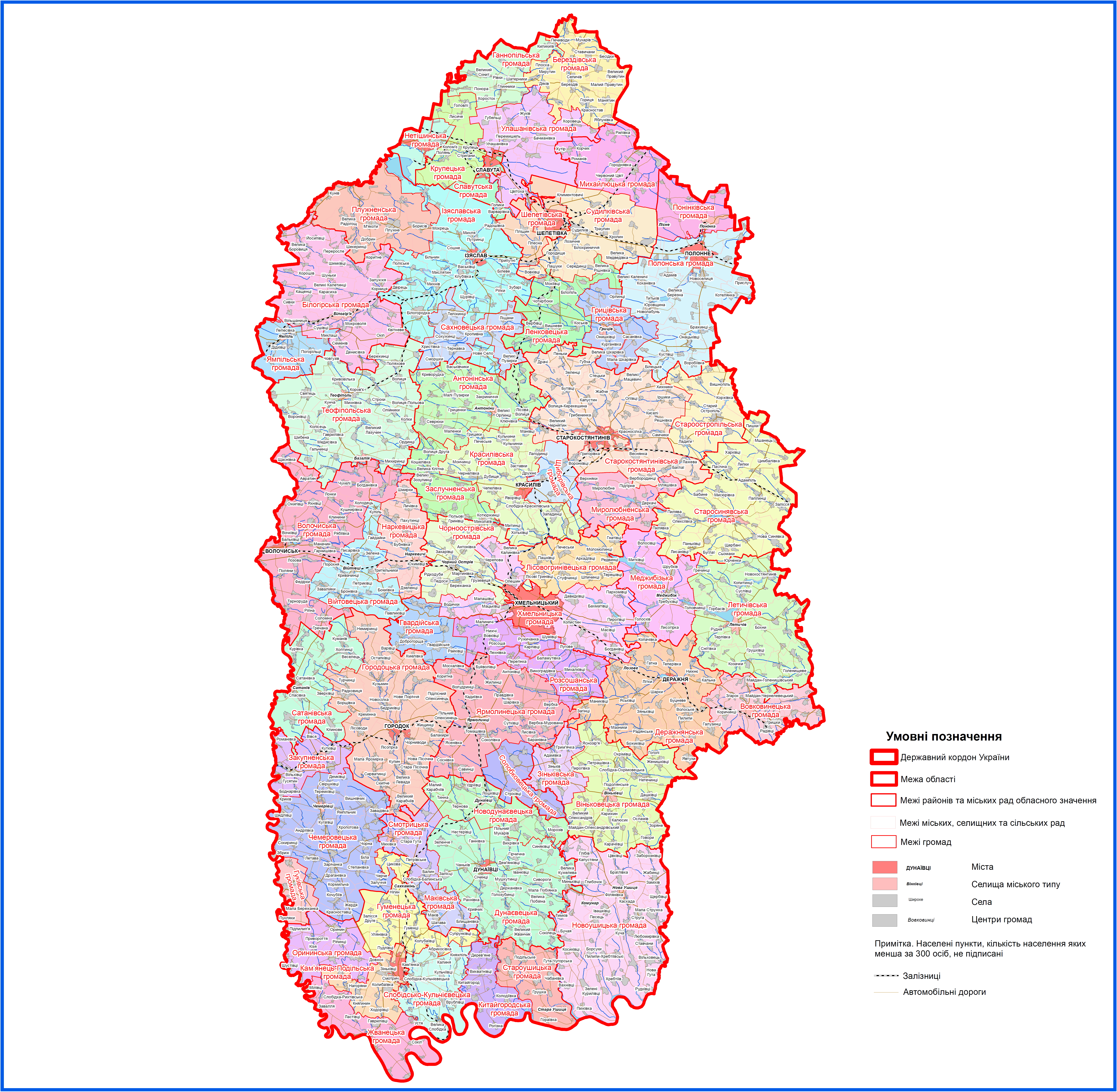
Карта громад

| Район                    | К-сть громад |
| ------------------------ | ------------ |
| Білогірський             | 2            |
| Віньковецький            | 2            |
| Волочиський              | 3            |
| Городоцький              | 2            |
| Деражнянський            | 2 (+1)       |
| Дунаєвецький             | 4            |
| Ізяславський             | 3            |
| Кам'янець-Подільський    | 6 (+1)       |
| Красилівський            | 4 (+1)       |
| Летичівський             | 2            |
| Новоушицький             | 1            |
| Полонський               | 2 (+1)       |
| Славутський              | 4 (+2)       |
| Старокостянтинівський    | 2 (+1)       |
| Старосинявський          | 1            |
| Теофіпольський           | 1            |
| Хмельницький             | 4 (+1)       |
| Чемеровецький            | 3 (+1)       |
| Шепетівський             | 4 (+1)       |
| Ярмолинецький            | 2 (+1)       |
| міста обласного значення | 6            |